# Cupido rapahoe
Cupido rapahoe är en fjärilsart som beskrevs av Tryon Reakirt 1866. Cupido rapahoe ingår i släktet Cupido och familjen juvelvingar. Inga underarter finns listade i Catalogue of Life.